# Ciencia básica

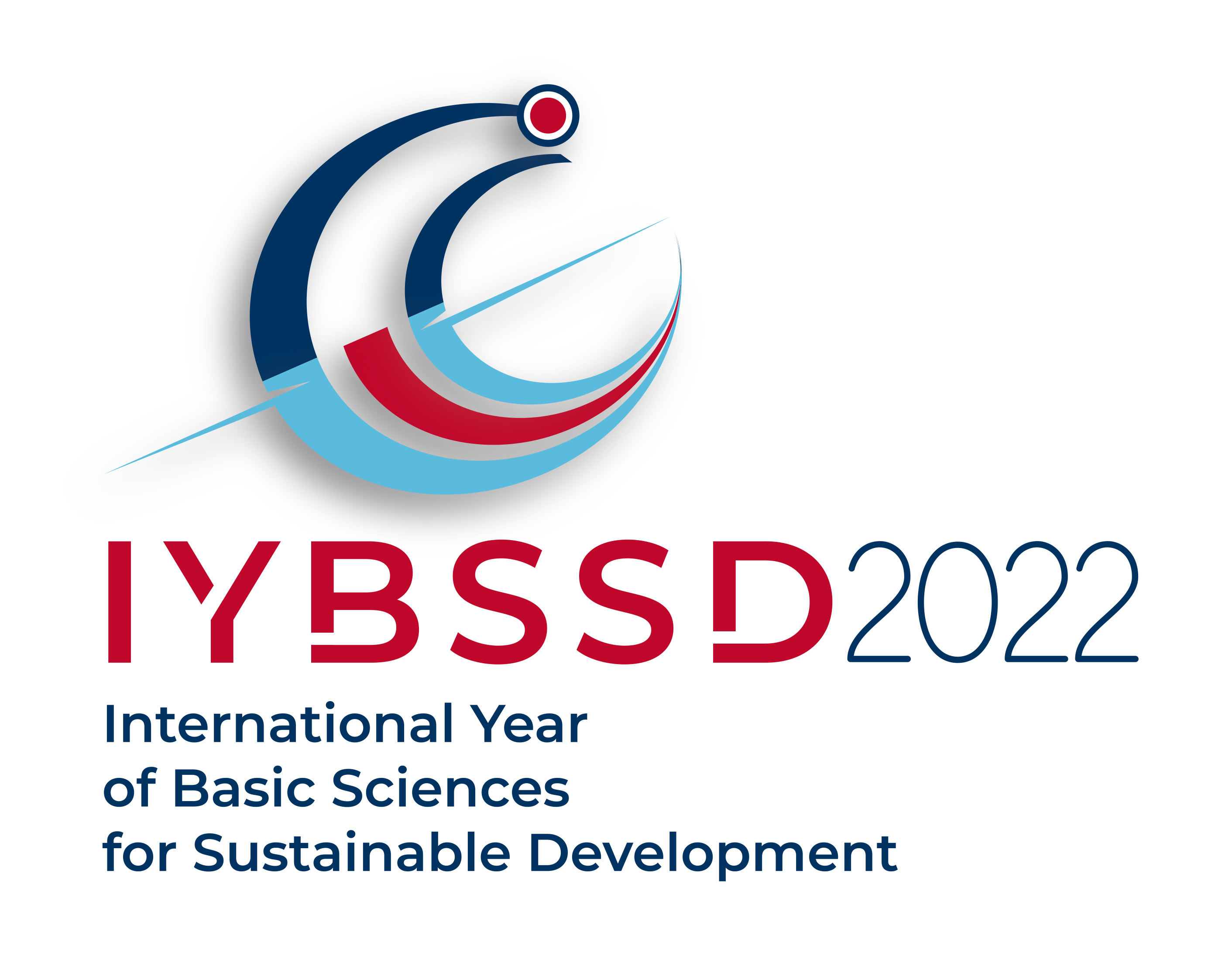
Logo del Año Internacional de la Ciencia Básica para el Desarrollo Sostenible

La ciencia básica, llamada también ciencias fundamentales, ciencias de base, ciencias esenciales, investigación de base o investigación fundamental (muy a menudo identificada como la ciencia pura, concepto que puede tener otros significados), es la ciencia o investigación que se lleva a cabo sin fines prácticos inmediatos, sino con el fin de incrementar el conocimiento de los principios fundamentales de la naturaleza o de la realidad por sí misma.
Al no arrojar beneficios inmediatos (económicos o sociales), podría ser vista como un simple ejercicio de curiosidad (que en realidad es una cualidad humana básica y una de las razones esenciales de la actividad científica de todos los tiempos). No obstante, en un plazo mayor o menor los resultados de la investigación básica encuentran aplicaciones prácticas, en forma de desarrollos comerciales, nuevas técnicas o procedimientos en la producción o las comunicaciones, u otras formas de beneficio social y conocimientos. 
La relación entre la ciencia básica y la ciencia aplicada (que es un concepto que involucra la ingeniería o la investigación aplicada) es crucial para la interrelación denominada "investigación y desarrollo" (I+D) o "investigación, desarrollo e innovación" (I+D+I), objeto de los estudios de ciencia, tecnología y sociedad (CTS).
La investigación de base se lleva a cabo sobre todo en las universidades.
El año 2022 fue proclamado Año Internacional de las Ciencias Básicas para el Desarrollo Sostenible por la Asamblea General de las Naciones Unidas mediante la resolución A/RES/76/14, aprobada el 2 de diciembre de 2021.

## Ejemplos de ciencias básicas
Algunos ejemplos de ciencias básicas o “puras” son:
- Matemáticas. Es la ciencia pura por excelencia y está dedicada a estudiar el lenguaje formal de los números y figuras geométricas. Es base de otras ciencias aplicadas como la economía, la ingeniería o la arquitectura.
- Química. Estudia la materia, su composición y transformación y cómo interactúa mediante los átomos que la conforman.
- Biología. Dedicada al estudio de la vida y los seres vivos, así como sus relaciones mutuas y con el entorno.
- Física. Estudia las leyes por las que se rige el universo y los fenómenos que en él se producen en su expresión más abstracta, como las fuerzas, las energías, etcétera.
- Geología. Analiza la materia inerte que forma parte de nuestro planeta, en su composición, comportamiento y distintas relaciones.
- Astrofísica, dedicada al estudio de los cuerpos celestes y las fuerzas que los rigen en el espacio exterior.